# City National Plaza
O City National Plaza é um complexo de arranha-céus gêmeos localizado no centro de Los Angeles, Califórnia. Foi originalmente nomeado ARCO Plaza em sua inauguração em 1972.

## História

### Richfield Tower
O complexo atual está localizado no antigo local da Richfield Tower, que foi projetado no estilo Art Deco por Morgan, Walls & Clements e concluído em 1929. Era a sede da companhia petrolífera Atlantic Richfield. Foi demolido em 1969.
O atual complexo de arranha-céus foi construído como o ARCO Plaza, com um par de torres de 52 andares de 213 metros. Quando concluída, a atual Paul Hastings Tower acabara de se tornar a nova sede mundial da Atlantic Richfield Company (ARCO).
Após a conclusão em 1972, as torres ARCO Plaza foram os prédios mais altos da cidade por um ano até serem ultrapassadas pelo Aon Center e foram as torres gêmeas mais altas do mundo até a conclusão do World Trade Center em Nova York.  As torres são os edifícios gêmeos mais altos dos Estados Unidos, fora da cidade de Nova York, onde o Time Warner Center, de 55 andares com 230 metros de altura.
Em 1986, os proprietários ARCO e Bank of America venderam os prédios à Shuwa Investments Corp., a subsidiária americana da Shuwa Co. de Tóquio, por US$ 650 milhões, enquanto ambos permaneciam inquilinos em suas respectivas torres nomeadas.  A Shuwa depois vendeu a propriedade em 2003 para o Thomas Properties Group e outros investidores por US$ 270 milhões.
As torres são construídas de estruturas de aço cobertas com painéis polidos de granito verde floresta e painéis de vidro de bronze, no entanto, em 2016, o exterior dos dois andares superiores e o telhado de serviço da Paul Hastings Tower foram modificados no norte, leste, e flancos sul para abrigar sua sede e escritórios. Esta modificação apresenta acabamentos prateados e painéis de vidro verde claro.

### City National Plaza
O complexo ARCO Plaza foi renomeado City National Plaza em 2005, e as torres sul e norte, respectivamente, foram renomeadas City National Tower e Paul Hastings Tower. O prédio baixo na parte de trás da praça é conhecido como Jewel Box e é ocupado pela empresa de arquitetura Gensler .
A praça inclui uma escultura-fonte monumental,Double Ascension, do artista Herbert Bayer .

## Inquilinos

### "Jewel Box"
- Gensler - empresa de arquitetura.[9]

### Paul Hastings Tower

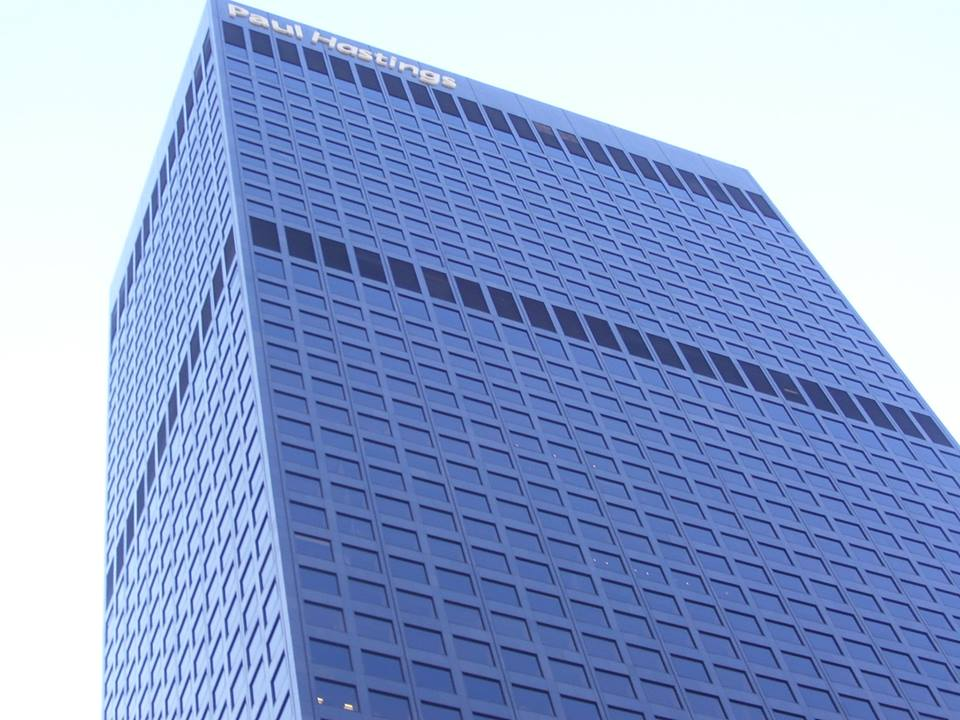
Fotografia da Paul Hastings Tower em outubro de 2013

- Crowell e Moring[10]
- RSM USA
- Conceder thornton
- Northwestern Mutual - Los Angeles
- Paul Hastings
- Regus[11]

### City National Bank Tower
- City National Bank
- Foley &amp; Lardner[12]
- Norton Rose Fulbright[13]Arquivado em 2013-02-04 na Archive.today</ref>
- Jones Day[14]
- Katten Muchin Rosenman[15]
- Kroll[16]
- Estúdio Rottet[17]
- Escudeiro Patton Boggs
- Turner Construction[18]
- White &amp; Case LLP[19]

## Cultura popular
- Destaque em todo o filme de 1971 The Omega Man (que foi filmado durante a fase de construção do Plaza) em vários estágios de conclusão.
- A área da praça e a escultura de água foram destaque no filme de 1976, Marathon Man .
- O complexo também foi amplamente apresentado na minissérie de 1976 da NBC, The Moneychangers, estrelada por Kirk Douglas , Christopher Plummer, Susan Flannery, Anne Baxter e Timothy Bottoms. A filial do Bank of America, então localizada na Jewel Box, foi rebatizada como a agência principal do First American Mercantile Bank (FMA) para as filmagens externas e internas. Várias cenas externas da torre ARCO (agora a Paul Hastings Tower) foram usadas para sugeri-la como a localização dos escritórios executivos da FMA.
- A torre norte "Paul Hastings" foi descrita como sendo atingida por um míssil Sidewinder (um tiro que utilizou uma miniatura detalhada de ambas as torres), no filme de 1983, Blue Thunder .
- No filme de 2015 San Andreas, as torres gêmeas foram mostradas balançando violentamente durante um terremoto e em um cena posterior, a Paul Hastings Tower foi mostrada caindo sobre a City National Tower.
- Destaque em "Adam-12 Skywatch part 1" .  Reed e Malloy localizam suspeitos de roubo no 26º andar do edifício.